# Hydraena bitruncata
Hydraena bitruncata är en skalbaggsart som beskrevs av Armand D'Orchymont 1934. Hydraena bitruncata ingår i släktet Hydraena och familjen vattenbrynsbaggar. Inga underarter finns listade i Catalogue of Life.